# بانجو
بانجو سازی زهی‌سازی آفریقایی متشکل از چهار سیم می‌باشد که بعد ها در امریکا پنج سیم و شش سیم این ساز نیز ساخته شد. کاسه‌ای گرد پوشیده شده از پلاستیک یا پوست حیوانات است. شکل‌های ساده بانجو که با الهام‌گیری از سازهای آفریقایی مشابه ساخته شده بود، توسط آفریقایی‌ها در آمریکای مستعمره رواج داده‌شد.
بانجو معمولاً در موسیقی کانتری، جاز، بومی ایرلندی، بلوگرس، و موسیقی آمریکایی آفریقایی‌تبار به گوش می‌رسد.